# Shinobi X
Shinobi X (新忍伝?, Shin Shinobi Den) è un videogioco d'azione del 1995 sviluppato e pubblicato da SEGA per Sega Saturn. Distribuito in America del Nord come Shinobi Legions, il titolo della serie Shinobi si distingue per l'utilizzo della digitalizzazione degli attori, in maniera simile a quanto realizzato in Mortal Kombat.

## Modalità di gioco
Il gameplay è simile a Shinobi III. Nella versione europea la colonna sonora del gioco è stata sostituita con una composta da Richard Jacques.